# Església de Sant Bartomeu d'Alfara del Patriarca
L'església de Sant Bartomeu, és un temple catòlic situat a la plaça de l'Església d'Alfara del Patriarca (Horta Nord, País Valencià)
El temple té la condició de Bé de Rellevància Local segons la Disposició Addicional Quinta de la Llei 5/2007, de 9 de febrer, de la Generalitat, de modificació de la Llei 4/1998, d'11 de juny, del Patrimoni Cultural Valencià (DOCV Núm. 5.449 / 13.02.2007).